# Ambleside
Ambleside è un paese di 2 596 abitanti (2020) della contea della Cumbria, in Inghilterra settentrionale.
Si trova sulla sponda settentrionale del lago Windermere.